# Toussaint-Joseph de Lardemelle
Pour les autres membres de la famille, voir Famille de Lardemelle.
Toussaint-Joseph de Lardemelle, dit le chevalier de Lardemelle, né en 1734, mort en 1806, est un officier français de cavalerie, chevalier de Saint-Louis en (1778), maréchal de camp en 1792.

## Biographie
Toussaint-Joseph de Lardemelle est né à Valenciennes le 14 septembre 1734. Il est le fils de Charles Thomas Lardemelle, capitaine au régiment de Puisieux et de Julie Bronsart, et l'oncle de l'intendant militaire et député Jean Baptiste Joseph de Lardemelle.
Toussaint-Joseph de Lardemelle s'engage comme volontaire dans la cavalerie en janvier 1751, au régiment de Saluce cavalerie, qui devient le régiment de Seyssel cavalerie. Devenu maréchal des logis en septembre 1756, il participe à la Guerre de Sept Ans et combat en Allemagne, à la bataille de Hastenbeck le 26 juillet 1757 et à celle de Rossbach le 5 novembre suivant. 
Promu officier avec le grade de cornette en mars 1758, Lardemelle continue de servir en Allemagne de 1759 à 1761. Il passe en décembre 1761 au régiment Mestre de Camp Général cavalerie, par incorporation de son ancien régiment, et y devient capitaine en mars 1762. Dix ans plus tard, il est major au régiment Royal-Normandie cavalerie en mars 1772. 
Chevalier de Saint-Louis le 21 avril 1778, il devient en juin 1780 lieutenant-colonel du régiment Orléans cavalerie. Sous la Révolution, il est nommé colonel le 25 juillet 1791 et prend le commandement du 11e régiment de cavalerie, ancien Royal Roussillon.
Toussaint-Joseph de Lardemelle est promu maréchal de camp (général de brigade) le 10 juin 1792, mais il n'accepte aucune fonction et cesse alors de servir. 
Sous la Terreur, il est emprisonné à Tours. Libéré après le 9 thermidor, il obtient en juillet 1795 une pension de 3 965 francs qui est transformée en 1800 en solde de retraite. Il meurt à Chinon en Indre-et-Loire le 12 novembre 1806.

## Distinctions
- Chevalier de Saint-Louis, 21 avril 1778.